# 香取神社 (野田市三ツ堀)
香取神社（かとりじんじゃ）は千葉県野田市の神社。

## 概略と沿革
天正年間（1573年～1593年）に創建されたといわれている。
かつては、江戸時代より伝わる三ツ堀のどろ祭という祭りがあった。荒々しく「天下の奇祭」と言われていたが、1989年（平成元年）を最後に中絶している。
2019年（平成31年）2月6日、これまで三ツ堀のどろ祭は千葉県無形文化財として指定されてきたが、この日を以って解除され、新たに三ツ堀のどろ祭の道具が千葉県有形文化財として指定された。

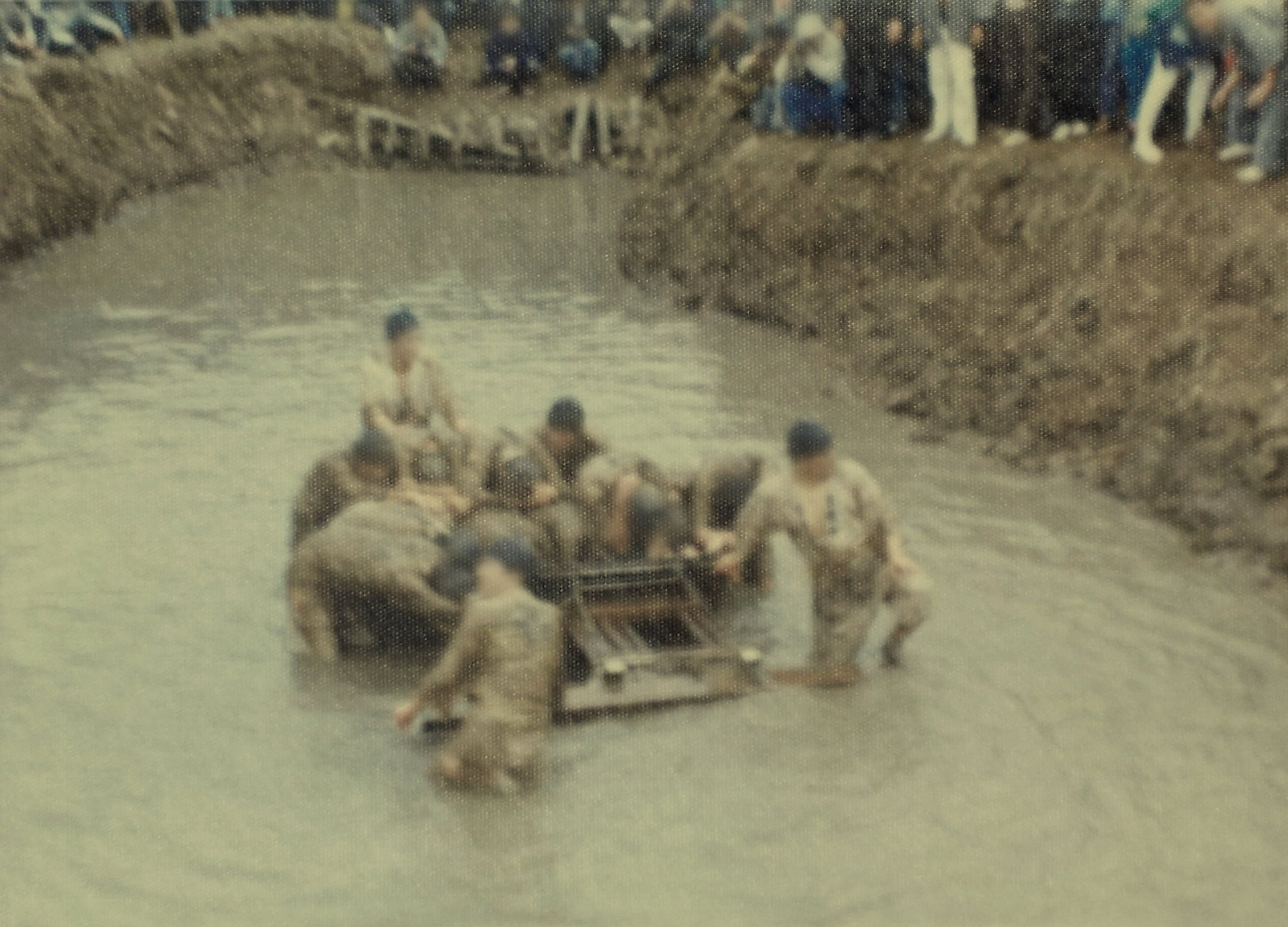
ありし日（昭和50年代）のどろ祭

## 交通アクセス
- 東武バス・まめバス香取神社バス停留所で下車。